# Grand Prix automobile du Mexique 1990
GP précédent GP suivant
Le Grand Prix automobile du Mexique 1990 (Gran Premio de México), disputé le 24 juin 1990 sur l'Autódromo Hermanos Rodríguez de Mexico, est la 490e épreuve du championnat du monde de Formule 1 courue depuis 1950. Il s'agit de la treizième édition du Grand Prix du Mexique comptant pour le championnat du monde de Formule 1 courue sur le même circuit et de la sixième manche du championnat 1990.

## Classement
| Pos. | No | Pilote             | Écurie                | Tours | Temps/Abandon                      | Grille | Points |
| ---- | -- | ------------------ | --------------------- | ----- | ---------------------------------- | ------ | ------ |
| 1    | 1  | Alain Prost        | Ferrari               | 69    | 1 h 32 min 35 s 783 (197,664 km/h) | 13     | 9      |
| 2    | 2  | Nigel Mansell      | Ferrari               | 69    | + 25 s 351                         | 4      | 6      |
| 3    | 28 | Gerhard Berger     | McLaren-Honda         | 69    | + 25 s 530                         | 1      | 4      |
| 4    | 19 | Alessandro Nannini | Benetton-Ford         | 69    | + 41 s 099                         | 14     | 3      |
| 5    | 5  | Thierry Boutsen    | Williams-Renault      | 69    | + 46 s 669                         | 5      | 2      |
| 6    | 20 | Nelson Piquet      | Benetton-Ford         | 69    | + 46 s 943                         | 8      | 1      |
| 7    | 4  | Jean Alesi         | Tyrrell-Ford          | 69    | + 49 s 077                         | 6      |        |
| 8    | 12 | Martin Donnelly    | Lotus-Lamborghini     | 69    | + 1 min 06 s 142                   | 12     |        |
| 9    | 6  | Riccardo Patrese   | Williams-Renault      | 69    | + 1 min 09 s 918                   | 2      |        |
| 10   | 11 | Derek Warwick      | Lotus-Lamborghini     | 68    | + 1 tour                           | 11     |        |
| 11   | 8  | Stefano Modena     | Brabham-Judd          | 68    | + 1 tour                           | 10     |        |
| 12   | 23 | Pierluigi Martini  | Minardi-Ford          | 68    | + 1 tour                           | 7      |        |
| 13   | 22 | Andrea De Cesaris  | BMS Dallara-Ford      | 68    | + 1 tour                           | 15     |        |
| 14   | 24 | Paolo Barilla      | Minardi-Ford          | 67    | + 2 tours                          | 16     |        |
| 15   | 35 | Gregor Foitek      | Onyx-Ford             | 67    | + 2 tours                          | 23     |        |
| 16   | 25 | Nicola Larini      | Ligier-Ford           | 67    | + 2 tours                          | 24     |        |
| 17   | 9  | Michele Alboreto   | Arrows-Ford           | 66    | + 3 tours                          | 17     |        |
| 18   | 26 | Philippe Alliot    | Ligier-Ford           | 66    | + 3 tours                          | 22     |        |
| 19   | 14 | Olivier Grouillard | Osella-Ford           | 65    | + 4 tours                          | 20     |        |
| 20   | 27 | Ayrton Senna       | McLaren-Honda         | 63    | Crevaison                          | 3      |        |
| Abd. | 36 | Jyrki Järvilehto   | Onyx-Ford             | 26    | Moteur                             | 26     |        |
| Abd. | 29 | Éric Bernard       | Larrousse-Lamborghini | 12    | Freins                             | 25     |        |
| Abd. | 30 | Aguri Suzuki       | Larrousse-Lamborghini | 11    | Collision                          | 19     |        |
| Abd. | 3  | Satoru Nakajima    | Tyrrell-Ford          | 11    | Collision                          | 9      |        |
| Abd. | 7  | David Brabham      | Brabham-Judd          | 11    | Panne électrique                   | 21     |        |
| Abd. | 21 | Emanuele Pirro     | BMS Dallara-Ford      | 10    | Moteur                             | 18     |        |
| Ex.  | 33 | Roberto Moreno     | Eurobrun-Judd         |       | Exclu                              |        |        |
| Nq.  | 16 | Ivan Capelli       | Leyton House-Judd     |       | Non qualifié                       |        |        |
| Nq.  | 15 | Mauricio Gugelmin  | Leyton House-Judd     |       | Non qualifié                       |        |        |
| Nq.  | 10 | Alex Caffi         | Arrows-Ford           |       | Non qualifié                       |        |        |
| Npq. | 18 | Yannick Dalmas     | AGS-Ford              |       | Non préqualifié                    |        |        |
| Npq. | 17 | Gabriele Tarquini  | AGS-Ford              |       | Non préqualifié                    |        |        |
| Npq. | 31 | Bertrand Gachot    | Coloni-Subaru         |       | Non préqualifié                    |        |        |
| Npq. | 34 | Claudio Langes     | Eurobrun-Judd         |       | Non préqualifié                    |        |        |
| Npq. | 39 | Bruno Giacomelli   | Life-Rocchi           |       | Non préqualifié                    |        |        |

## Pole position et record du tour
- Pole position : Gerhard Berger en 1 min 17 s 227 (vitesse moyenne : 206,089 km/h).
- Meilleur tour en course : Alain Prost en 1 min 17 s 958 au 58e tour (vitesse moyenne : 204,156 km/h).

## Tours en tête
- Ayrton Senna : 60 (1-60)
- Alain Prost : 9 (61-69)

## Statistiques
- 41e victoire pour Alain Prost.
- 99e victoire pour Ferrari en tant que constructeur.
- 99e victoire pour Ferrari en tant que motoriste.
- Roberto Moreno a été exclu pour avoir été poussé par les commissaires.

## Classements généraux à l'issue de la course
| Pos. | Pilote             | Écurie            | Points |
| ---- | ------------------ | ----------------- | ------ |
| 1    | Ayrton Senna       | McLaren-Honda     | 31     |
| 2    | Alain Prost        | Ferrari           | 23     |
| 3    | Gerhard Berger     | McLaren-Honda     | 25     |
| 4    | Nelson Piquet      | Benetton-Ford     | 13     |
| 5    | Nigel Mansell      | Ferrari           | 13     |
| 6    | Jean Alesi         | Tyrrell-Ford      | 13     |
| 7    | Thierry Boutsen    | Williams-Renault  | 11     |
| 8    | Riccardo Patrese   | Williams-Renault  | 9      |
| 9    | Alessandro Nannini | Benetton-Ford     | 7      |
| 10   | Alex Caffi         | Arrows-Ford       | 2      |
| 11   | Stefano Modena     | Brabham-Judd      | 2      |
| 12   | Derek Warwick      | Lotus-Lamborghini | 1      |
| 13   | Satoru Nakajima    | Tyrrell-Ford      | 1      |
| 14   | Éric Bernard       | Lola-Lamborghini  | 1      |

| Pos. | Écurie            | Points |
| ---- | ----------------- | ------ |
| 1    | McLaren-Honda     | 54     |
| 2    | Ferrari           | 36     |
| 3    | Benetton-Ford     | 20     |
| 4    | Williams-Renault  | 20     |
| 5    | Tyrrell-Ford      | 14     |
| 6    | Arrows-Ford       | 2      |
| 7    | Brabham-Judd      | 2      |
| 8    | Lola-Lamborghini  | 1      |
| 9    | Lotus-Lamborghini | 1      |